# حطام عائم، نفايات بحرية، طرح البضاعة في البحر، وحطام مهمل

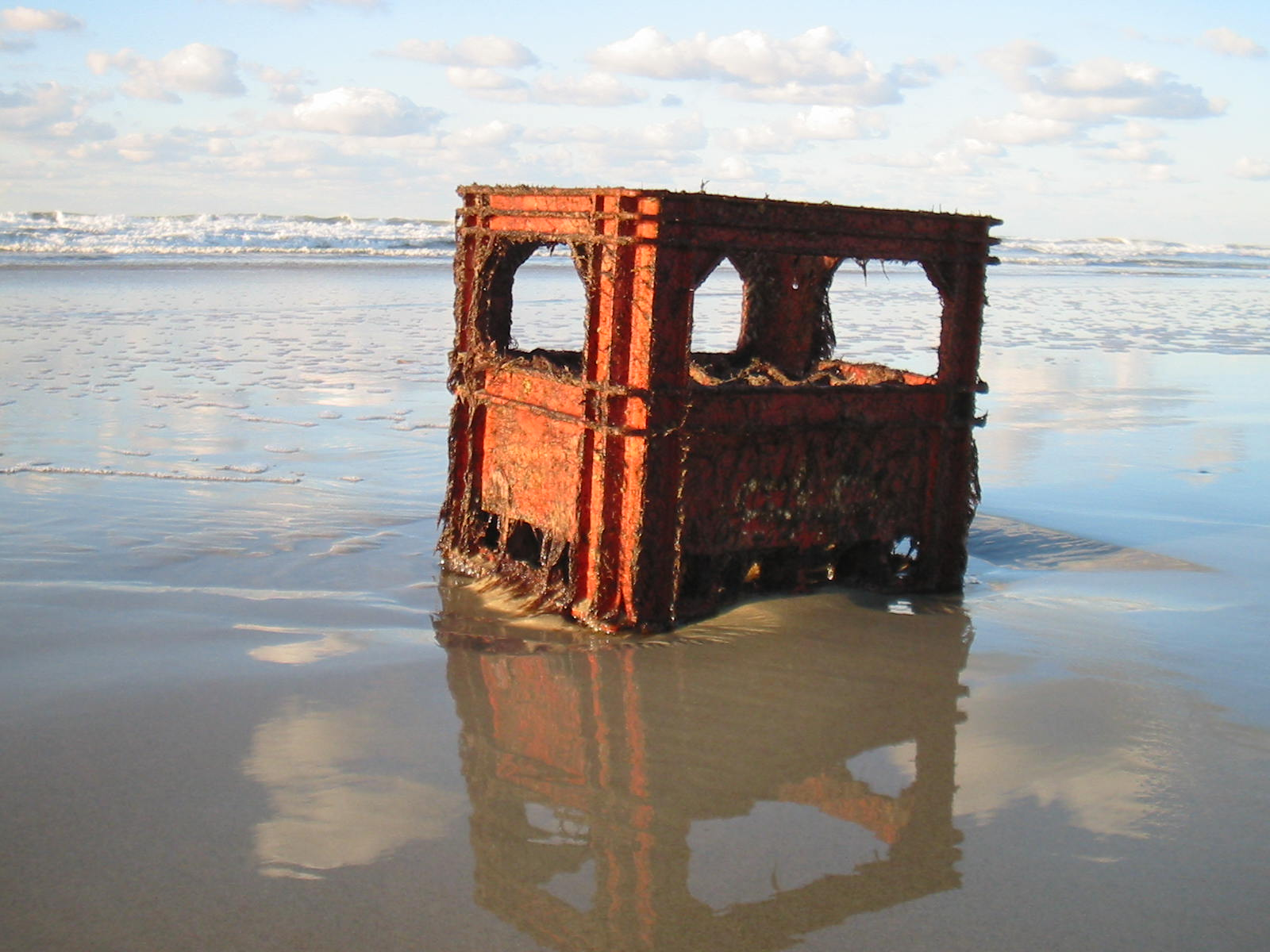
صورة لحطام عائم وُجد على شاطئ تيرشخيلينج بهولندا، في بحر وادن.

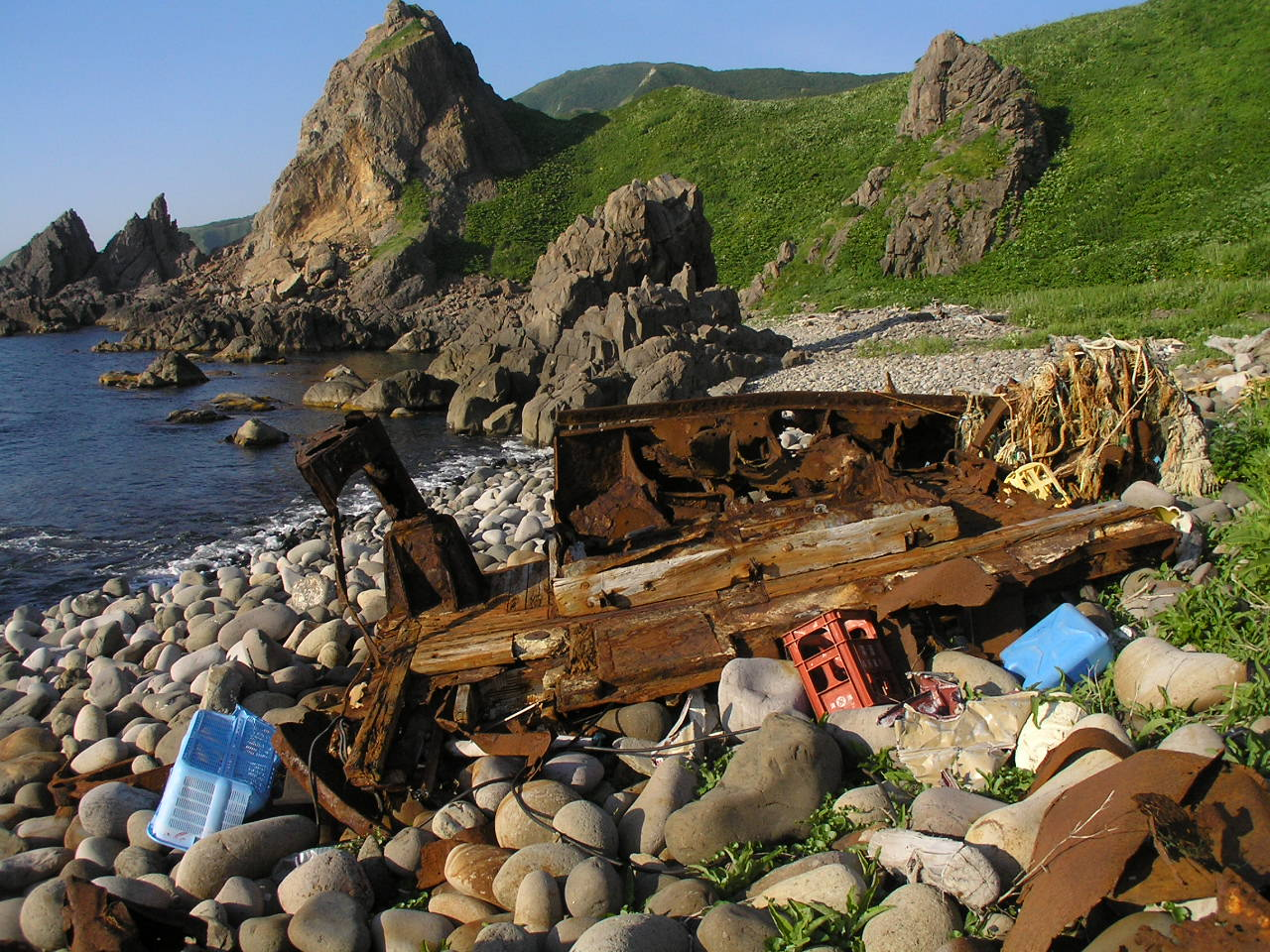
"حطام" علي شبه جزيرة شاكوتان (Shakotan Peninsula)، بالساحل الغربي لهوكايدو، باليابان.

الحطام العائم (بالإنجليزية: Flotsam)‏، والنفايات البحرية (بالإنجليزية: Jetsam)‏، وطرح البضاعة في البحر (بالإنجليزية: Lagan)‏، والحطام المهمل (بالإنجليزية: Derelict)‏، هي مصطلحات لأنواع محددة من حطام السفن بحسب القانون البحري (بالإنجليزية: Admiralty law)‏ والانتشال البحري. تلك المصطلحات لها معاني بحرية محددة، مع عواقب قانونية في القانون البحري والإنقاذ البحري. يُعرّف «حطام السفن» بأنه بقايا سفينة معطوبة، أو سفينة مدمرة في البحر، سواء كانت غارقة أو عائمة على سطح الماء.

## الحطام
يُصنف «الحطام» على أنه ممتلكات لا يملكها مالك ظاهر، إما أن تغرق إلى قاع البحر، أو تطفو على سطح الماء، سواء أكانت متعمدة عمدا، أو نتيجة لحادث. ويشمل المصطلح: بدن السفينة وتجهيزاتها، فضلا عن أي شكل آخر من الأشياء على متنها مثل البضائع والمخازن، والأمتعة الشخصية للطاقم والركاب. وهذا يشمل أضيق تعريف «للانتشال»، أي انتشال الممتلكات من «الحطام» أو استعادة السفينة نفسها.
هناك عدد من العوامل التي تسهم في تشكيل «حطام سفينة»، يمكن تقسيمها إلى عوامل مادية وعوامل ثقافية. يمكن أن يتأثر الموقع بالعمليات المادية، أي العمليات التي تحدث طبيعياً، مثل التآكل الناجم عن الملوحة وتيارات المحيطات، أو نمو الكائنات البحرية. ويمكن أن يتأثر الموقع أيضا بالعمليات الثقافية، أي عن طريق العوامل البشرية مثل إضافة أو إزالة المواد من موقع الحطام. يمكن أيضا اعتبار أعمال الآثار، مثل التنقيب، أعمالاًجائرة وعبث وافساد.
بحسب القانون البحري، تُعزى معان مختلفة إلى تلك المصطلحات استنادا إلى ما هو من اختصاص السلطة القانونية، وبحسب السياق. على سبيل المثال، يتم التمييز في القانون البحري بين المَتَاع الذي يُقذف إلى الشاطئ بفعل الأمواج والتيارات البحرية، وبين المَتَاع الذي لا يمكن إنقاذه و/أو المَتَاع الذي فُقد في البحر.

## قانون الإنقاذ
إن ملكية «حطام سفينة» هي قضية مثيرة للجدل للغاية، حيث لا توجد خطوط واضحة لتعريفها.
يُمكن تملك حطام سفينة من خلال وسائل مختلفة تتراوح بين الإرث والمصادرة. هناك أيضا تمييز بين ملكية بدن السفينة نفسه والبضاعة التي يحتوي عليها، حيث يمكن التخلي عن البدن عمدا، في حين أن البضاعة قد تكون غير ضرورية (في حالة الطوارئ أو الحاجة إلى تخفيف وزن السفينة حال خطر الغرق). وتحت هذه المعايير، يشكل التخلي عن السفينة من قبل ركابها خسارة في الحيازة، ولكن نية التخلي عن الاسم نفسه مطلوبة حال المطالبة بالأحقية. وهذا يحصر مصطلح «حطام السفن» فقط على «السفن المهجورة» أي المُتخلى عنها.
وبصفة عامة، تُعرَّف السفينة بأنها «مهجورة» إذا لم يكن هناك أمل في انتشالها، وهذا معروف قانونا باسم «ليس هناك أمل في أن يتم استردادها» (باللاتينية: sine spe recuperandi) (وهي عبارة اللاتينية معناها «لا أمل في الرجوع»)، وهذه الأمر يجب أن يثبته بجلاء فريق الانتشال. ويجب أن يتم أيضا على مياه قابلة للملاحة.
يستخدم مصطلح «الإنقاذ» للإشارة إلى عملية انتشال أجزاء غارقة وارجاعها فوق السطح، فضلا عن التعويض الممنوح لاحقا. ويُعتبر «الإنقاذ» خدمة طوعية مُقدَّمة في حالات تمثل خطراً على الحطام، أو المياه الملاحية المحيطة بالحطام. وفيما يتعلق بالتعويض، ينظر إليه على أنه يُمنح لأي شخص قدم مساعدة طوعية في استعادة الحطام، سواء تم إنقاذه من الخطر المقبل أو من الخسارة.
بدأت أصول قانون الإنقاذ بالممارسة الرومانية المسماة «إدارة الأعمال» (باللاتينية: Negotiorum gestio)، التي تملي أن الشخص الذي حافظ على أو حَسّن ممتلكات شخص آخر، كان مستحقا للتعويض من المالك، حتى لو لم يطلب الخدمة من قبل هذا الأخير. ولم ينطبق هذا القانون على اللوائح البحرية، ولكنه كان الأساس الذي يستند إليه في إصدار المراسيم، مثل المرسوم البحري المُسمى: تراني (Trani)، الذي ينص على وجوب مكافأة «المكتشف» سواء إذا كان المالك قد ادعى البضاعة أم لا. وقد تطورت القوانين منذ ذلك الحين، وفي الولايات المتحدة الأمريكية اليوم، يمكن للمُنقذ الذي ينتشل البضائع طوعا ويحضرها إلى الميناء أن يدعيها قانونا، أو أن يسلمها إلى أحد المنسقين، مقابل مكافأة.

## الحطام العائم

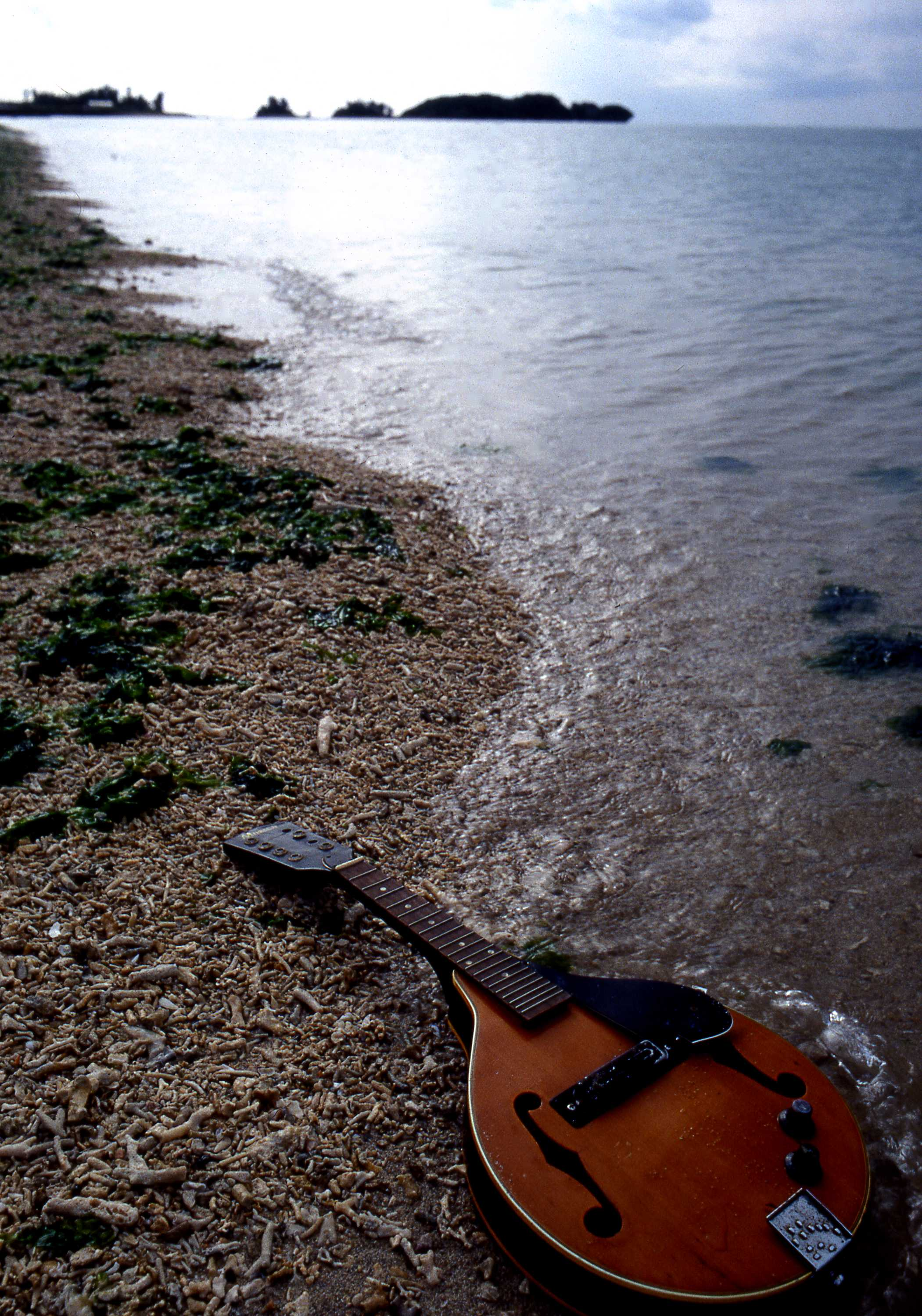
"حطام عائم": ماندولين على ساحل مدينة إتومان، أوكيناوا، اليابان.

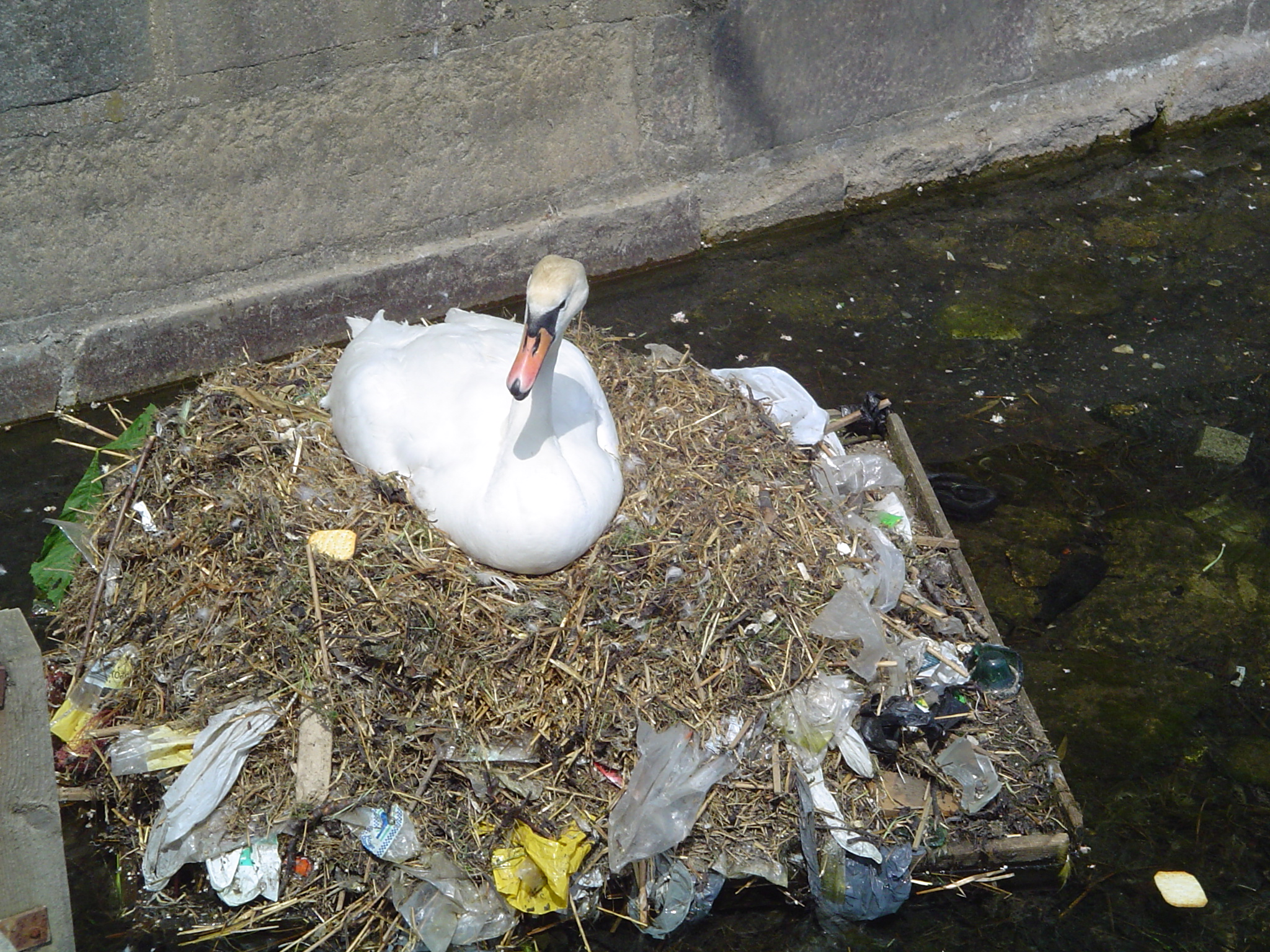
أعشاش طائر السوان على الحطام العائم.

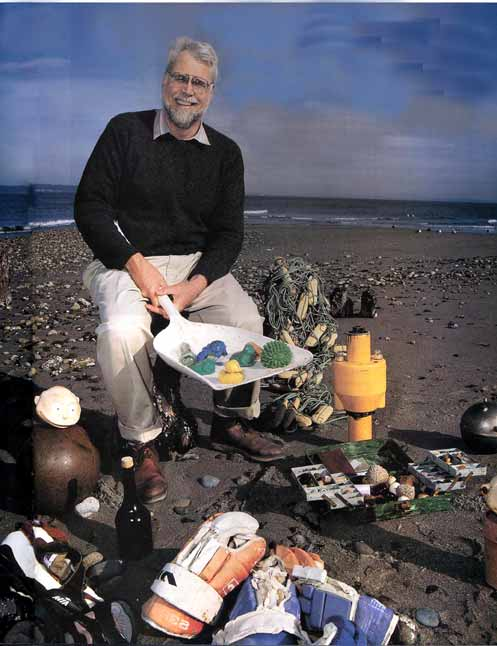
عالم المحيطات كورتيس إبينسيمير (Curtis Ebbesmeyer) حاملًا بعضًا من الألعاب الطافية التي وجدت على الشواطئ بعد حادثة سقوطها عن الحاويات

يشير مصطلح «الحطام العائم» (بالإنجليزية: Flotsam)‏ أو (بالإنجليزية: Flotsan)‏ إلى سفينة غارقة تطفو بضائعها على سطح البحر، أو أي بضائع عائمة ملقاة من على سطح السفينة.
بحسب القانون البحري، يُعرّف مصطلح «الحطام العائم» بالسلع التي تطفو على سطح الماء نتيجة لحطام أو حادث. وبما أنه لا توجد طريقة واضحة لتحديد الملكية، فإن الشخص الذي يكتشف «الحطام العائم» يُسمح له بادعاء ملكيته، ما لم يظهر شخص آخر يدعي ملكيتها.

## النفايات البحرية
يشير مصطلح «النفايات البحرية» (بالإنجليزية: Jetsam)‏ إلى أي بضائع يتم التخلص منها عمداً من سفينةٍ ما أو من حطام سفينة. وبحسب القانون قد تكون «النفايات البحرية» طافية أيضاً، على الرغم من أن حالة «الطفو» ليس جزءا من المعنى اللغوي الاشتقاقي للمصطلح. وبصفة عامةٍ فإن «إلقاء البضائع في البحر» (بالإنجليزية: Jettisoning)‏ يفسر عملية رمي البضائع من على متن السفينة لتخفيف حمولة السفينة إذا كانت في حالة خطر الغرق.
ويطلب من القانون البحري من الذي يكتشف هذه القطع الطافية أن يعيدها إلى صاحبها الشرعي فقط في حالة أن يكون هذا الأخير قد قام برفع ادعاء ملكية مُلزم قانونيا.

## طرح البضاعة في البحر
يشير مصطلح «طرح البضاعة في البحر» (بالإنجليزية: Lagan)‏، إلى السلع التي تُلقى من على سطح السفينة وهي ثقيلة بما فيه الكفاية لتغرق في القاع، ولكنهامربوطة بعلامة عائمة على سطح الماء، مثل العوامة أو الفلين، بحيث يمكن العثور عليها مرة أخرى من قبل من وضع تلك العلامة عليها. يمكن أيضا لمصطلح «طرح البضاعة في البحر» أن يشمل الأشياء الكبيرة الموجودة داخل السفينة وغرقت معها وهي مازالت بداخلها.
بحسب القانون البحري، فإن العوامة، أو أي جسم عائم آخر، يشكل سببا كافيا في ادعاء امتلاك تلك القطع. وبعبارة أخرى، عندما توجد أشياء مصنفة تحت مصطلح «طرح البضاعة في البحر» فإنه لابد من إعادتها إلى صاحبها الشرعي.

## الحطام المهمل
«الحطام المهمل» (بالإنجليزية: Derelict)‏ يمكن أن يُشير إلى البضائع التي غرقت إلى قاع المحيط، وتم التخلي عنها عن طيب خاطر أو قسراً من قبل صاحبها، وبالتالي تم التخلي عنها، ولكن لا أحد يأمل في استعادتها.
بحسب القانون البحري، يعتبر «الحطام المهمل» من الممتلكات المهجورة على المياه الصالحة للملاحة التي «ليس هناك أمل في أن يتم استردادها» (باللاتينية: sine spe recuperandi)، و«لا يتوقع أن يتم إعادتها إلى صاحبها» (باللاتينية: sine animo revertendi).